# Рудин, Скотт
Скотт Рудин (англ. Scott Rudin, род. 14 июля 1958, Болдуин Нью-Йорк, США) — американский продюсер театра, кино и телевидения. За свою карьеру Скотт Рудин стал лауреатом семнадцати и шестнадцати американских театральных наград «Тони» и «Драма Деск» соответственно, а также четырнадцати наград Лиги Драмы и шестнадцати наград Кружка внешних критиков. За время работы в киноиндустрии стал обладателем премии Американской киноакадемии «Оскар» и четырёх премий «Золотой глобус». Также является лауреатом телевизионной премии «Эмми» и музыкальной премии «Грэмми». Кроме того, является десятикратным номинантом на награду Британской академии «BAFTA». В 2012 году, после получения премии «Грэмми» в категории «Лучший альбом музыкального театра» за работу над мюзиклом «Книга мормона», Рудин стал одним из немногих обладателей, получивших премии «Эмми», «Грэмми», «Оскар» и «Тони», а также первым из продюсеров, удостоенных этой награды.

## Ранние годы
Родился в американском городке Болдуин, округ Нассо, штат Нью-Йорк, в еврейской семье.

## Карьера
В 16 лет начал работать помощником театрального продюсера Кермита Блумгардена. Позднее, основал собственную компанию, которая подбирала актёров для Бродвея, например в 1977 году для мюзикла «Энни» был приглашён Майк Николс.

## Личная жизнь
Открытый гей.

## Фильмография
- 1980 — Месть степфордских жён (ТВ)
- 1984 — Миссис Соффел / Mrs. Soffel
- 1990 — Район «Пасифик-Хайтс» / Pacific Heights
- 1991 — Семейка Аддамс / The Addams Family
- 1992 — Действуй, сестра / Sister Act
- 1993 — Семейные ценности Аддамсов / Addams Family Values
- 1993 — Действуй, сестра 2 / Sister Act 2: Back in the Habit
- 1994 — Без дураков / Nobody’s Fool
- 1995 — Сабрина / Sabrina
- 1996 — Клуб первых жён / The First Wives Club
- 1996 — Выкуп / Ransom
- 1996 — Комната Марвина / Marvin’s Room
- 1998 — Сумерки / Twilight
- 1998 — Шоу Трумана / The Truman Show
- 1998 — Гражданский иск / A Civil Action
- 1998 — Воскрешая мертвецов / Bringing Out the Dead
- 1999 — Прах Анджелы / Angela’s Ashes
- 1999 — Сонная лощина / Sleepy Hollow
- 2001 — Айрис / Iris
- 2002 — Страна чудаков / Orange County
- 2002 — Часы / The Hours
- 2004 — Степфордские жёны / The Stepford Wives
- 2004 — Маньчжурский кандидат / The Manchurian Candidate
- 2004 — Таинственный лес / The Village
- 2004 — Лемони Сникет: 33 несчастья / Lemony Snicket’s A Series of Unfortunate Events — исполнительный продюсер
- 2006 — Скандальный дневник / Notes on a Scandal
- 2006 — Королева / The Queen — исполнительный продюсер
- 2007 — Старикам тут не место / No Country for Old Man
- 2007 — Поезд на Дарджилинг / The Darjeeling Limited
- 2007 — Нефть / There Will Be Blood — исполнительный продюсер
- 2008 — Сомнение / Doubt
- 2008 — Дорога перемен / Revolutionary Road
- 2009 — Бесподобный мистер Фокс / Fantastic Mr. Fox
- 2009 — Простые сложности / It’s Complicated
- 2010 — Путь домой / The Way Back — исполнительный продюсер
- 2010 — Социальная сеть / The Social Network
- 2010 — Железная хватка / True Grit
- 2011 — Жутко громко и запредельно близко / Extremely Loud abd Incredibly Close
- 2011 — Маргарет / Margaret
- 2011 — Человек, который изменил всё / Moneyball
- 2011 — Девушка с татуировкой дракона / The Girl with the Dragon Tattoo
- 2012 — Милая Фрэнсис / Frances Ha
- 2012 — Диктатор / The Dictator
- 2012 — Королевство полной луны / Moonrise Kingdom
- 2013 — Внутри Льюина Дэвиса / Inside Llewyn Davis
- 2013 — Капитан Филлипс / Captain Phillips
- 2014 — Отель «Гранд Будапешт» / The Grand Budapest Hotel
- 2014 — Розовая вода / Rosewater
- 2015 — Алоха / Aloha
- 2015 — Стив Джобс / Steve Jobs
- 2016 — Образцовый самец № 2 / Zoolander 2
- 2016 — Ограды / Fences
- 2017 — Леди Бёрд / Lady Bird
- 2018 — Восьмой класс / Eighth Grade
- 2018 — Остров собак / Isle of Dogs
- 2018 — 22 июля / 22 July
- 2018 — Девушка, которая застряла в паутине / The Girl in the Spider’s Web

## Награды и номинации
Премия «Оскар» за лучший фильм:
- 2003 — «Часы» (номинация)
- 2008 — «Старикам тут не место» (награда)
- 2011 — «Социальная сеть» (номинация)
- 2011 — «Железная хватка» (номинация)
- 2012 — «Жутко громко и запредельно близко» (номинация)
- 2014 — «Капитан Филлипс» (номинация)
- 2015 — «Отель „Гранд Будапешт“» (номинация)
- 2017 — «Ограды» (номинация)
- 2018 — «Леди Бёрд» (номинация)

Премия «Оскар» за лучший анимационный полнометражный фильм:
- 2019 — «Остров собак» (номинация)